# Wielki Las (rejon kamieniecki)
Wielki Las, Wielkolas (biał. Вялікі Лес, Wialiki Les; ros. Великий Лес, Wielikij Les) – wieś na Białorusi, w obwodzie brzeskim, w rejonie kamienieckim, w sielsowiecie Rzeczyca, w granicach Parku Narodowego „Puszcza Białowieska”.

## Historia
W XIX i w początkach XX w. położony był w Rosji, w guberni grodzieńskiej, w powiecie brzeskim, w gminie Dworce. Pod zaborami i w II Rzeczypospolitej był siedzibą parafii prawosławnej.
W dwudziestoleciu międzywojennym leżał w Polsce, w województwie poleskim, do 12 kwietnia 1928 w powiecie brzeskim, w gminie Dworce, następnie w powiecie prużańskim, w gminie Horodeczno. W 1921 miejscowość liczyła 179 mieszkańców, zamieszkałych w 36 budynkach, w tym 164 Białorusinów, 13 Żydów i 2 Polaków. 164 mieszkańców było wyznania prawosławnego, 13 mojżeszowego i 2 rzymskokatolickiego.
Po II wojnie światowej w granicach Związku Sowieckiego. Od 1991 w niepodległej Białorusi.